# Zeeslag bij Fehmarn
De zeeslag bij Fehmarn op 13 oktober 1644 was een beslissende overwinning van de Zweedse en Nederlandse vloot op de Deense vloot tijdens de zogenaamde Torstensons oorlog (1643-1645) tussen Zweden en Denemarken.
Van de 37 schepen aan Zweeds-Nederlandse zijde ging er maar één verloren. Van de 17 Deense deelnemende schepen ontkwamen alleen Pelikanen en Lammet, de rest werd tot zinken gebracht of veroverd. De Deense admiraal Pros Mund sneuvelde tijdens de zeeslag.

## Achtergrond
Nadat de Zweedse veldmaarschalk Lennart Torstenson in december 1643 naar Jutland optrok en dit schiereiland innam, waren er schepen nodig om de Zweedse troepen over te varen van Jutland naar de Deense eilanden. Een gehuurde Nederlandse vloot onder bevel van Maerten Thijssen probeerde troepen aan boord te nemen vanaf Sylt maar werden aangevallen en verjaagd door een Deense vloot onder persoonlijk bevel van koning Christiaan IV van Denemarken in de zeeslag in het Lister Diep op 16 mei 1644. De gezamenlijke Zweeds/Nederlandse vloot en de Deense vloot ontmoeten elkaar daarna in de zeeslag bij Kolberger Heide op 1 juni. De slag eindigde zonder overwinnaar, maar de Zweedse vloot werd ingesloten in het Kieler fjord, waarheen ze vertrokken waren na de slag om nieuwe voorraden in te nemen. Een maand later lukte het de Zweden om uit te breken onder leiding van generaalmajoor Carl Gustaf Wrangel. De Deense bevelhebber Peder Galt legde het commando neer na aanklachten dat hij zijn opdracht niet naar behoren had uitgevoerd.
Na de uitbraak ging de Zweedse hoofdvloot ten anker bij de thuisbasis Dalarö net buiten Stockholm. Na reparaties in Nederland kon Thijssen weer het zeegat uit met zijn vloot, en na een avontuurlijke tocht onder Deens vuur door de Sont en rond Skåne ging hij ten anker ten noorden van Kalmar. Thijssen werd hiervoor verheven in de Zweedse adelstand en kreeg de naam Anckarhjelm, rond dezelfde tijd dat Wrangel bevorderd werd tot generaal-admiraal.
De Zweedse vloot werd 5 oktober 1644 verenigd met de Nederlandse vloot en zeilde naar Wismar aan de zuidelijke Oostzeekust. Na geïnformeerd te zijn over Deense Oorlogsschepen tussen Lolland en Langeland werd op 11 oktober 1644 koers Noord gezet. Aan boord van de vloot bevonden zich ook 1500 soldaten. De Deense vloot werd voor anker liggend gezien ten Noordwesten van Fehmarn, en Wrangel koos ervoor om voor anker te gaan ten noorden van het eiland, deels vanwege de invallende schemering en deels om een toenemende zuidwestelijke storm af te wachten. Toen de wind te middernacht in de avond van 12 oktober afnam, hield Wrangel krijgsraad met de admiraals Maerten Thijssen (Anckerhjelm) en Peter Blum. Ze besloten om te proberen de Denen aan te vallen van twee kanten en te veroveren door ze te enteren.

## Verloop
In de ochtend van 13 oktober 1644 lichte de Zweeds-Nederlandse vloot het anker en maakte zich gereed voor de strijd, de vloot werd ingedeeld in 2 Zweedse eskaders en 3 Nederlandse eskaders, het ene Zweedse eskader onder bevel van Wrangel op de Smålands Lejon en het andere eskader onder bevel van viceadmiraal Peter Blum op de Draken. De Nederlandse eskaders onder bevel van Maerten Thijssen op de Jupiter, viceadmiraal Hendrik Gerritsen op de Groote Dolphijn en schout-bij-nacht Pieter Marcussen op de Groot Vlissingen.
Aan Deense kant was de indeling in twee eskaders onder admiraal Pros Mund op de Patentia en Joachim Grabow op de Lindormen. Rond tien uur op de voormiddag waren de grote schepen in beide vloten binnen schootsafstand van elkaar en openden het vuur. De kleinere Deense schepen vielen af en trokken zich terug uit de strijd maar werden achtervolgd door de Nederlandse schepen. Vroeg in de strijd kreeg het Zweedse admiraalschip zware schade aan de tuigage en romp en moest zich terug trekken uit de strijd. De Zweedse schepen Regina en Göteborg vielen het Deense admiraalschip Patentia aan en enterden het schip. Tijdens deze strijd sneuvelde de Deense admiraal Pros Mund. Het Zweedse brandschip Meerman werd tegen de Deense Lindormen gestuurd, dat al snel in brand stond en ontplofte.
Het Zweedse schip Nya Fortuna veroverde het Deense admiraalschip Oldenborg door entering. Het laatste Deense Admiraalschip Tre Löver trok zich terug maar werd achtervolgd door Maerten Thijssen met de Jupiter, Patientia en Swarten Arent. Het laatst genoemde schip (Swarten Arent) werd tot zinken gebracht door de Tre Löver, de overige twee Nederlandse schepen veroverden door entering de Tre Löver, en veegden haar dekken schoon.
De kleinere Deense schepen To Löver, Havhesten en Fides werden klemgezet door de Nederlandse schepen Jupiter en Groote Dolphijn. Een groep Deense schepen werd teruggedrongen richting Lolland, waaronder Neptunes, Nellebladet, Stormarn en Kronet Fisk. Deze schepen werden later weggesleept door de Nederlanders. Het schip Delmenhorst werd aan de grond gezet, maar ontplofte nadat het in brand was gezet door het Zweedse brandschip Delfin. De Markatten, Höjenhald en een Galjoen werden ook aan de grond gezet, maar werden vanaf land beschermd door kanonvuur tegen de Nederlanders. Alleen Pelikanen en Lammet lukten het te ontkomen naar Kopenhagen op 17 oktober.

## Gevolgen
De Denen verloren 12 schepen, waarvan 10 als oorlogsbuit werden meegenomen. Zo'n honderd Denen sneuvelden en er werden duizend Denen gevangengenomen. Aan Zweedse/Nederlandse kant werd slechts de Swarten Arent verloren, maar de bemanning werd volgens de verslagen gered, hoewel eind 2012 bij onderzoek van het wrak het skelet van een nog jonge zeeman gevonden werd. In totaal sneuvelden aan Zweeds/Nederlandse zijde 59 man.
Het was nu niet langer haalbaar voor Torstenson om soldaten per schip over te varen naar de Deense eilanden. Hij wachtte nu op de komst van generaal Gallas met keizerlijke troepen die vanuit het zuiden naderden. De Denen realiseerden zich na de zeeslag dat Zweden nu de totale heerschappij ter zee had. Dit baande de weg voor onderhandelingen en de voor Zweden en Nederland gunstige Vrede van Brömsebro op 13 augustus 1645.

## Schepen
Deelnemende schepen, met het aantal kanonnen aan boord:

### Zweden
- Draken 40
- Smålands Lejon 32 - (vlaggenschip)
- Göteborg 36
- Leopard 36
- Regina 34
- Tre Kroner 32
- Jägare 26
- Vesterviks Fortuna 24
- Akilles 22
- Svan 22
- Gamla Fortuna 18
- Lam 12 (galei)
- Fenix 10 (galei)
- Postpferd 2 (galei/galjoot)
- Lilla Delfin (brander) - verbrand
- Meerman (brander) - verbrand
- ? (koopvaardijschip)

### Nederland
- Groote Dolphijn 38 - onder bevel van viceadmiraal Hendrik Gerritsen
- Jupiter 34 - (vlaggenschip), admiraal Maerten Thijssen
- Engel 34
- Gekroonde Liefde 31
- Coninch van Sweden 28
- Campen 26
- Den Swarten Raven 26
- Groot Vlissingen 24 - onder bevel van schout-bij-nacht Pieter Marcussen
- Nieuw Vlissingen 24
- St Matthuis 24
- Patientia 24
- Swarten Arent 22 - tot zinken gebracht door Tre Løver
- Nieuw Gottenburg 22
- Liefde van Hoorn 20
- Prins 20
- Wapen van Medenblik 20
- Posthorn 20
- Brouwer 20
- St Marten 20
- Harderinne 8
- ? 2 (galjoot)

### Denemarken
- Patientia 48 (vlaggenschip), admiraal Pros Mund - veroverd
- Tre Løver 46 - veroverd
- Oldenborg 42 - veroverd
- Lindormen 38 - vernietigd/geëxplodeerd
- Pelican 36 - gevlucht naar Kopenhagen
- Stormar 32 - veroverd
- Delmenhorst 28 - geëxplodeerd
- Fides 28 - veroverd
- Neptunus 28 - veroverd
- Nelleblad 24 - veroverd
- To Løver 22 - veroverd
- Kronet Fisk 20 - aan de grond gezet en veroverd
- Lammet 16 - gevlucht naar Kopenhagen
- Markat 16 - aan de grond gezet
- Havhest 14 - veroverd
- Højenhald 8 - aan de grond gezet
- ? 2 (galei/galjoot) - aan de grond gezet en vernietigd